# WWE 퍼포먼스 센터
WWE 퍼포먼스 센터는 WWE 신인 선수 육성 훈련을 위한 시설이다. 인디 단체에서 WWE로 이적해 오거나, 타종목에서 프로레슬러 전향을 위해 WWE에 입성한 신인들이 링 적응 등을 위해 훈련하는 장소로, 미국 올랜도에 위치해있다.